# Skua (rakéta)

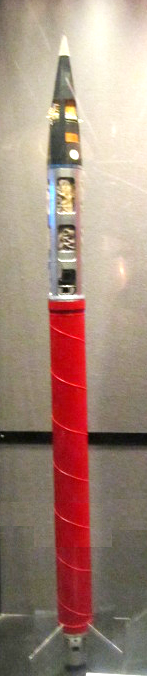
Skua rakéta

A Skua brit meteorológiai rakétaszonda, melyet az 1950-es évek végétől használtak. Később a Petrel rakétaszonda váltotta fel.

## Felépítése
Az egyfokozatú, szilárd hajtóanyagú, nem irányítható rakétát kifejezetten meteorológiai szolgálatra tervezték. A Chick tölteteket 0,2 másodperc égésidejükkel a vetőcsőből való kilökésre tervezték. Ezek 20 méter magasságba emelték a rakétát az 5 méteres vetőcső fölé, ahol a fő hajtás elindult. A Bantam töltet 30 másodperces égésidejével végezte a nagy magasságba való emelést.

## Története
1959-ben a Királyi Meteorológiai Hivatal  megbízta a Bristol Aerojet és az RPE Wescott vállalatokat, hogy dolgozzanak ki egy olcsó meteorológiai rakétát, amely képes 80 kilométer magasságba műszereket juttatni. 1959-1981 között négy változatban (Skua–1; Skua–2; Skua–3; Skua–1), több mint 300 alkalommal indították.

## Típusok

### Skua–1
Hajtóműve 3 db Chick indító töltetből és egy Bantam töltetből állt, elérhető tolóerő 20 kN. Szállítható tömeg 5 kilogramm. Elérhető magasság 70 kilométer. A rakéta tömege 58 kilogramm. Hossza 2,24, átmérője 0,13 méter.

### Skua–2
Hajtóműve 4 db Chick indító töltetből és egy meghosszabbított Bantam töltetből állt, elérhető tolóerő 27 kN. Szállítható tömeg 5 kilogramm. Elérhető magasság 100 kilométer. A rakéta tömege 68 kilogramm. Hossza 2,42, átmérője 0,13 méter.

### Skua–3
Hajtóműve 4 db Chick indító töltetből és a meghosszabbított Bantam töltetből állt, elérhető tolóerő 27 kN. Szállítható tömeg 5 kilogramm. Elérhető magasság 120 kilométer. A rakéta tömege 75 kilogramm. Hossza 2,8, átmérője 0,13 méter.

### Skua–4
Hajtóműve 4 db Chick indító töltetből és egy továbbfejlesztett Bantam töltetből állt, elérhető tolóerő 27 kN. Szállítható tömeg 8 kilogramm. Elérhető magasság 140 kilométer. A rakéta tömege 83 kilogramm. Hossza 2,80, átmérője 0,13 méter.